# Одинцовка (Воронежская область)

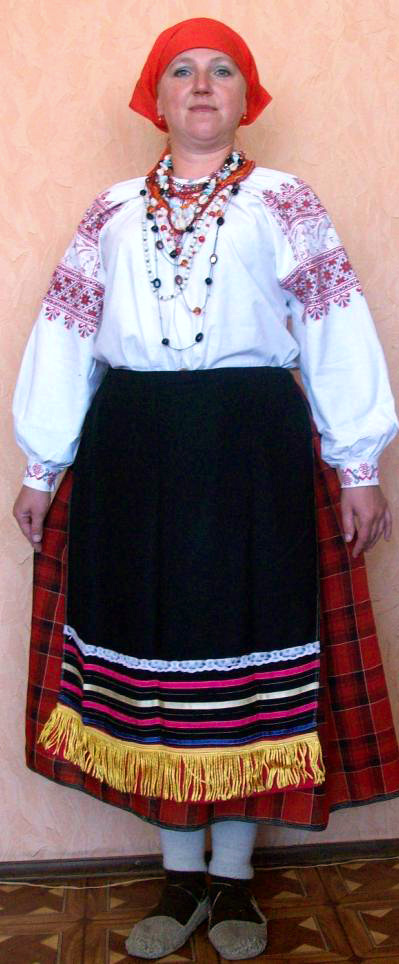
Костюм села Одинцовка

Одинцовка — село в Репьёвском районе Воронежской области Российской Федерации.
Входит в состав Россошанского сельского поселения.

## География
Находится на берегах рек Грязная Потудань и Потудань.

### Улицы
- ул. Восточная
- ул. Мира
- ул. Молодёжная
- ул. Школьная

## Население
| 2010 |
| ---- |
| 340  |